# Kiukkaansaari (ö i Södra Savolax, S:t Michel, lat 61,53, long 28,37)
Kiukkaansaari är en ö i Finland. Den ligger i sjön Pihlajavesi och i kommunen Puumala i den ekonomiska regionen  S:t Michel och landskapet Södra Savolax, i den södra delen av landet, 240 km nordost om huvudstaden Helsingfors. Öns största längd är 21 kilometer i öst-västlig riktning.